# Championnat de Côte d'Ivoire de football de deuxième division 2003
Navigation
Saison précédente Saison suivante
La saison du Championnat de Côte d'Ivoire de football D2 2003 est la 45e édition de la deuxième division.

## Clubs de l'édition 2003
| Poule d'Abidjan 1 - Abidjan Université Club - Vallée Athlétic d'Adjamé - Espoir de Koumassi - RC Koumassi - PALOMA - CIDIAFA Yopougon Poule d'Abidjan 2 - ASAFA - CO San-Pédro - SELAF - US Yamoussoukro - Oryx FC Yopougon Poule de Bondoukou - Abengourou - ASI d'Abengourou - ASC Bouaké - Zanzan Bondoukou |  | Poule Bouaké - Yamoussoukro - Korhogo - Botro FC - AC Bouaké - Bouaké Université Club - JC Korhogo - AC Sinfra - RFC Yamoussoukro Poule de San-Pédro - Gagnoa - Gballet Sports - Makan Divo - SC Gagnoa - AS Oumé - Séwé Sports Poule Divo - Man - Odienné - Ban Sport - Nicla Sport - Issia Wazy - Denguelé Sports - Siguilolo Séguéla - Yokolo FC |

### Premier Stage
Faute de résultat nous connaissons seulement que les 8 qualifiés qui sont:
- Vallée Athlétic d'Adjamé
- Espoir de Koumassi
- SELAF
- US Yamoussoukro
- ASI d'Abengourou
- AC Sinfra
- Séwé Sports
- Denguelé Sports

### Deuxième Stage
Groupe A
| Rang | Équipe                   | Pts | J | G | N | P | Bp | Bc | Diff |
| ---- | ------------------------ | --- | - | - | - | - | -- | -- | ---- |
| 1    | Denguelé Sports          | 7   | 3 | 2 | 1 | 0 | 6  | 4  | +2   |
| 2    | ASI d'Abengourou         | 4   | 3 | 1 | 1 | 1 | 9  | 7  | +2   |
| 3    | Vallée Athlétic d'Adjamé | 2   | 2 | 0 | 2 | 0 | 3  | 3  | 0    |
| 4    | AC Sinfra                | 0   | 2 | 0 | 0 | 2 | 1  | 5  | -4   |

Groupe B